# 심평강

## 생애
심평강은 대한민국의 소방공무원으로, 소방간부후보생 제4기 출신이다. 전라북도 군산시에서 태어나 동국대학교를 졸업하였으며, 이후 미국 뉴헤이븐대학교 대학원 과정을 수료하고 워싱턴대학교에서 경제학 석사 학위를 받았다. 1985년 소방공무원으로 임용된 후 인천소방본부 방호과장, 구조구급과장, 인천북부소방서장 등을 거쳤으며, 중앙행정기관에서도 행정자치부 구조담당, 소방방재청 화재조사분석과장, U‑119과장, 구조구급과장 등의 보직을 역임하였다.
공직 재직 중 그는 119 서비스 체계 개선을 위한 업무에 참여하였고, 지역 단위 재난 대응력 강화, 현장 대응 체계 정비, 구조 및 구급 시스템 운영 등 다양한 분야의 정책과 실무에 관여하였다. 2008년 6월, 경기도 제2소방재난본부장으로 임명되었으며, 당시 경기 북부 지역의 특성에 따른 재난 예방 및 대응 방안에 대한 행정을 담당하였다.
2012년에는 전라북도 소방본부장으로 재직하던 중 당시 소방방재청장 이기환의 인사 운영 방식에 대해 문제를 제기하였다. 이후 ‘근무 태도 불량’을 이유로 직위해제되었으며, 이에 대해 심평강은 해당 조치가 부당하다고 판단하고 감사원과 국민권익위원회에 이의 제기를 하였다. 감사원은 이 과정에서 소방방재청장의 인사 개입과 관련한 사항에 대한 감사를 진행하였다. 이후 심평강은 복직을 요구하는 행정소송을 제기하였고, 서울고등법원은 그에 대한 복직 판결을 내렸다. 그러나 소방청 측은 해당 판결에 불복하여 상고하였다.
이후 수년간 그는 복직 소송 및 행정절차와 관련된 법적 대응을 이어갔으며, 관련 사건은 일부 언론과 시민사회단체 등에서 언급되었다. 그의 사례는 소방조직 내 인사제도, 내부 의견 표명의 절차, 행정 통제 등에 대한 문제 제기와 함께 공직 내 갈등 상황을 보여주는 사례 중 하나로 언급된다.